# Isla de Tulang
La isla de Tulang es una isla de la provincia de Cebú, Filipinas. Se encuentra al este de la Isla de Cebú y al oeste de la Isla de Leyte.
Tulang es parte del barangay de Esperanza, en la municipalidad de San Francisco.
Esta isla es parte de las islas Camotes, junto con la isla de Pacijan, la isla de Poro y la isla de Ponson.
El islote está casi totalmente cubierto de cocoteros y mide alrededor de 1,6 por 0,6 kilómetros: la zona residencial está confinada a un pequeño triángulo en el extremo sur. La superficie total es inferior a 1 km² o 40 ha, de las cuales sólo 3,5 ha (8,8%) están habitadas.